# Steniga Tunguska

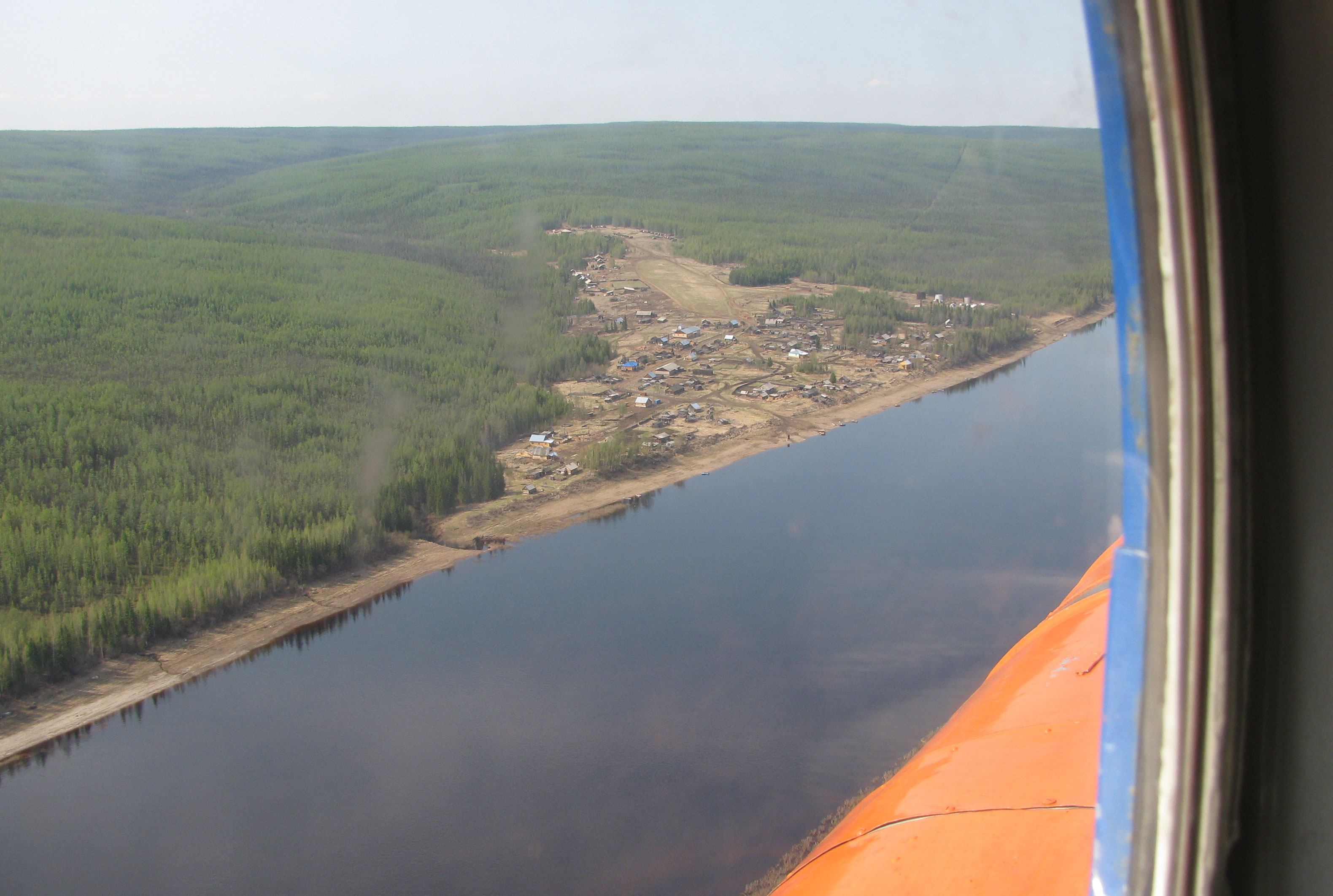
Bosättningen Osjarovo vid floden, sett från en helikopter.

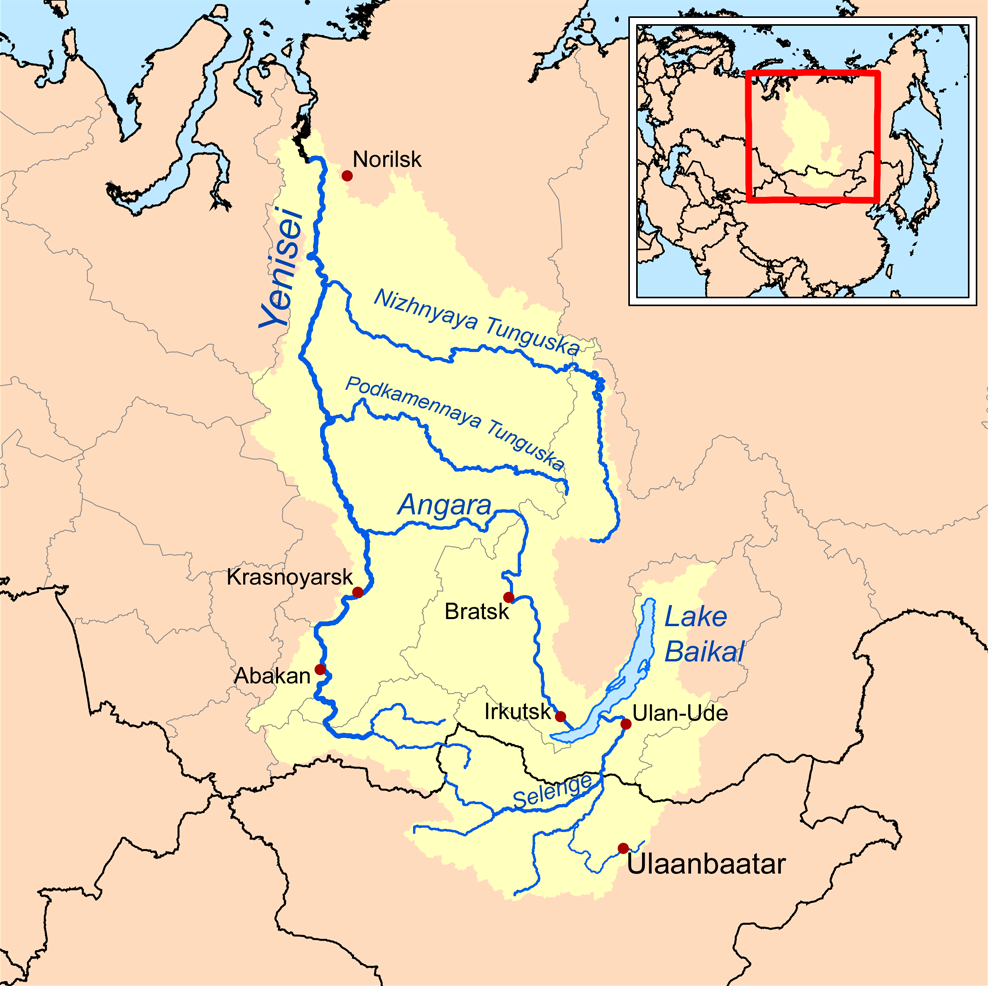
Karta över flodens sträckning, Podkamennaya Tunguska.

Steniga Tunguska (även: Mellersta Tunguska, ryska: Подкаменная Тунгуска, Podkamennaja Tunguska, egentligen ungefär "understeniga Tunguska") är en flod i Irkutsk oblast i västra Sibirien, Ryssland. I sitt övre lopp går den under namnet Katanga. Det är en högerbiflod till Jenisej. Steniga Tunguska är 1 865 kilometer lång och har ett avrinningsområde på 249 000 km². Namnet kommer av att den under långa sträckor flyter fram under stenfält utan öppet vatten.
Den har sin källa på det Centralsibiriska höglandet och flyter sedan generellt sett åt nordväst. Vid byn Podkamennaja Tunguska går floden samman med Jenisej. Floden flyter i den övre delen genom en bred, träskartad dal, medan det nedre loppet har talrika vattenfall och forsar.
Steniga Tunguska är normalt istäckt från slutet av oktober till mitten av maj. 1 140 kilometer av floden är farbar, upp till orten Vanavara. Den viktigaste bifloden är Tjunja (ryska: Чуня, på vissa svenska kartor transkriberat Čunja). Området är känt för Tunguskahändelsen 1908, och sjön Tjad som floden passerar har utpekats som en möjlig nedslagskrater.